# Hyper (magazine)
Pour les articles homonymes, voir Hyper.
Hyper est un magazine de jeux vidéo australien multiplateforme publié depuis 1993. C'est le magazine de jeu le plus ancien d'Australie et il est édité par Daniel Wilks. Le magazine frère d'Hyper est le magazine PC PowerPlay orienté PC, également publié par Next Media,.

## Éditeurs
- Stuart Clarke (1993–1996)
- Dan Toose (1996–1999)
- Eliot Fish (1999–2004)
- Cam Shea (2005–2007)
- Daniel Wilks (2007–2010, 2013-current)
- Anthony Fordham (2010)
- Dylan Burns (2010)
- David Wildgoose (2011-2013)